# Jean Meeus
Pour les articles homonymes, voir Meeus.
Jean Meeus (né le 12 décembre 1928) est un astronome belge spécialisé en mécanique céleste, en astronomie mathématique et sphérique, connu aussi sous le nom de Jan Meeus.
On lui doit de nombreux ouvrages destinés aux astronomes amateurs pour calculer eux-mêmes la position des astres et la date de divers phénomènes astronomiques.
C'est l'apparition de calculatrices électroniques programmables grand public, à la fin des années 1970, qui permit aux astronomes amateurs de se lancer dans ce genre de calculs de précision. Ses ouvrages constituent une référence commune pour les calculs d'éphémérides. Les formules qu'il a établies pour les calculs calendaires sont universellement utilisées, en particulier dans les logiciels informatiques.

## Biographie
Jean Meeus étudia les mathématiques à l'Université de Louvain en Belgique, où il obtint sa licence en 1953. Jusqu'à sa retraite en 1993, il était météorologiste à l'aéroport de Bruxelles.
En 1986 Jean Meeus remporta l'Amateur Achievement Award de l'Astronomical Society of the Pacific.
(2213) Meeus, astéroïde découvert par Eugène Joseph Delporte à l'Observatoire royal de Belgique en 1935, lui est dédié,.
Membre de la Société astronomique de France (SAF) depuis 1948, il a reçu le Prix des Dames en 1972, la Plaquette du centenaire de Camille Flammarion en 1985 et la Médaille des 60 ans en 2008. Il a publié plus de deux cent articles dans la revue L'Astronomie éditée par la SAF. Il a été le rédacteur des Éphémérides publiées par cette société jusqu'en 2020.

## Publications
- coauteur de Canon of Solar Eclipses (1966)
- Astronomical Formulae for Calculators (1979), 1st ed,  (ISBN 0-943396-22-0)
  - Astronomical Formulae for Calculators (1988), 4th ed Enlarged and revised, Willmann-Bell Inc,  (ISBN 0-943396-22-0)
  - « Calculs Astronomiques à l'usage des amateurs » (avril 1986), Société astronomique de France,  (ISBN 2-901730-03-5) L'ISBN indiqué dans le livre est 2-901730-03-6, mais il est incorrect voir cette page web http://thierry.loiseau.free.fr/blog/index.php?2017/02/19/814--hp-41c-je-vais-prouver-que-jean-meeus-a-fait-une-erreur-enfin-pas-tout-a-fait-lui
- coauteur de Canon of Lunar Eclipses (1979)
- coauteur de Canon of Solar Eclipses (1983)
- Astronomical formulas for microcalculators (1988) (Russian Edition, Moscow, "Mir", 1988)
- Elements of Solar Eclipses 1951-2200 (1989)  (ISBN 0-943396-21-2)
- Transits (1989)
- Astronomical Algorithms (1991), 1st ed,  (ISBN 0-943396-35-2)
- Astronomical Algorithms (1998), 2nd ed,  (ISBN 0-943396-61-1)
- Astronomical Tables of the Sun, Moon and Planets (1983)  (ISBN 0-943396-02-6)
- Mathematical Astronomy Morsels (1997)  (ISBN 0-943396-51-4)
- More Mathematical Astronomy Morsels (2002)  (ISBN 0-943396-74-3)
- Mathematical Astronomy Morsels III (2004)  (ISBN 0-943396-81-6)
- Mathematical Astronomy Morsels IV (2007)  (ISBN 978-0-943396-87-3)
- Mathematical Astronomy Morsels V (2009)  (ISBN 978-0-943396-92-7)
- coauteur de Five Millennium Canon of Solar Eclipses: -1999 to +3000 (2006), NASA Technical paper 2006-214141